# Красный Яр (Советский район)
Кра́сный Яр — село в Советском районе Алтайского края, центр Красноярского сельсовета. Высота над уровнем моря 182 метра.

## История
Село Красный Яр возникло в 1747 году. По Списку населенных мест Томской губернии за 1859 год в селе Красный Яр насчитывалось 186 дворов, 602 жителя мужского пола, 646 женского. В селе располагались православная церковь и хлебозапасный магазин.
Согласно Списку населённых мест Томской губернии за 1893 год село Красный Яр расположено на реке Каменка. Число дворов 267. Число жителей мужского пола 1300, женского — 1400. В селе имеется церковь, церковно-приходская школа, хлебозапасный магазин, водяная мукомольная мельница, общественное питейное заведение, 4 маслобойни, мукомольная мельница, кожевенный завод.
В январе 1918 года в Красном Яре был создан Совет крестьянских депутатов. В конце июня 1918 года село было занято каракорумовцами. В начале ноября 1919 года шестой полк Лыжина двинулся на Красный Яр, в селе власть перешла в руки революционных комитетов.
Во время коллективизации, согласно сводке о выселении кулацких хозяйств с указанием групп, из села Красный Яр по 2-й группе было выселено 55 хозяйств. В 1926 году в селе была открыта школа, с 1934 года она стала семилетней.
В 1972 году был открыл филиал детской школы искусств в Красном Яре.
В селе имеется средняя школа, контора производственного кооператива «Алтай», магазин сельпо, контора администрации села, Дом культуры, фельдшерский пункт, ведется добыча полезных ископаемых, используемых в строительстве.

## Население
| 1859  | 1893  | 1926  | 1997  | 1998  | 1999  |
| ----- | ----- | ----- | ----- | ----- | ----- |
| 1248  | ↗2700 | ↗4542 | ↘1143 | ↗1165 | ↗1180 |
| 2000  | 2001  | 2002  | 2003  | 2004  | 2005  |
| ↗1198 | ↘1194 | ↘1189 | ↘1185 | ↗1195 | ↘1185 |
| 2006  | 2007  | 2008  | 2009  | 2010  | 2011  |
| ↗1195 | ↘1194 | ↗1197 | ↘1196 | ↘1142 | ↘1139 |
| 2012  | 2013  | 2014  | 2015  | 2016  | 2017  |
| ↗1175 | ↗1227 | →1227 | ↘1220 | ↘1203 | ↘1187 |
| 2018  | 2019  | 2020  | 2021  |       |       |
| ↘1171 | ↘1149 | ↘1143 | ↘1114 |       |       |

## Список улиц села
В посёлке 7 улиц и 13 переулков.
- улица Емельяновых
- улица Красноармейская
- улица Молодёжная
- улица Набережная
- улица Песчаная
- улица Центральная
- улица Школьная
- Березовый переулок
- Веселый переулок
- Дальний переулок
- Дачный переулок
- Заводской переулок
- Интернациональный переулок
- Кленовый переулок
- Луговой переулок
- Нагорный переулок
- Олимпийский переулок
- Сосновый переулок
- Юбилейный переулок